# Besalampy (stad)
Besalampy is een stad in Madagaskar, gelegen in de regio Melaky. 

## Geschiedenis
Tot 1 oktober 2009 lag Besalampy in de provincie Mahajanga. Deze werd echter opgeheven en vervangen door de regio Melaky. Tijdens deze wijziging werden alle autonome provincies opgeheven en vervangen door de in totaal 22 regio's van Madagaskar.

## Infrastructuur
Naast het basisonderwijs biedt de stad zowel middelbaar als hoger onderwijs aan. Besalampy beschikt tevens over een eigen ziekenhuis. 

## Economie
Landbouw en veeteelt bieden werkgelegenheid aan respectievelijk 65% en 30% van de beroepsbevolking. Het belangrijkste gewas in Besalampy zijn bananen, terwijl een andere belangrijk product sinaasappels zijn. Daarnaast werkt 5% van de bevolking in de visserij.